# Martin Burlas
Martin Burlas (* 23. října 1955 Bratislava) je slovenský hudební skladatel.

## Život
Během studia na gymnáziu v letech 1971–1975 soukromě studoval hru na klavír u Marie Masarikové a kompozici u Juraje Hatríka. Ve studiu skladby pokračoval na Vysoké škole múzických umění v Bratislavě u Jána Cikkera. Absolvoval v roce 1980 a následujících šest let pracoval jako hudební režizér v nakladatelství Opus a dalších sedm let ve Slovenském rozhlase.
V roce 1986 založil hudební soubor Mathews, později Maťkovia. Byl členem i dalších seskupení: Veni Ensemble, Sleepy Motion, Vitebsk Broken s Petrem Machajdíkem a Bezmocná hŕstka. Spolu s Ľubomírem Burgrem, Zuzanou Piussi a Danielem Salontayem založil skupinu Dogma. V roce 2000 založil Združenie Pre súčasnú operu. Je rovněž členem tria pro současnou hudbu OVER4tea.

## Dílo

### Jevištní díla
- Ružové kráľovstvo – opera na libreto Jozefa Slováka podle H. Ch. Andersena (1985–1986)
- Hexenprozesse – dobové obrázky z období inkvizice pro komorní soubor (akustické a elektronické nástroje, sekeru a loutku s kečupem ad lib) (1990)
- Götterdammerung (Súmrak bohov) pro meotar, bicykl, syntezátor a magnetofonový pás (1993)
- Zbytočný záchvev pro mluvčího, housle, klarinet, violu, violoncello a klavír (1999)
- Údel, komorní opera na texty Ludwiga Wittgensteina (premiéra Divadlo Stoka 2000)
- Kóma, komorní opera na texty Jiřího Oliče (premiéra Slovenské národní divadlo 2007)

### Vokální skladby
- Hlásky pro dětský sbor (1978)

### Orchestrální skladby
- Variácie na slovenskú ľudovú pieseň pro orchestr (1980)
- Sotto voce pro sbor a orchestr (1982, rev. 2014)
- Predposledné leto pro harfu, celestu, klavír, vibrafon, marimbu a komorní orchestr (1984)
- Pocit istoty a polčas rozpadu pro kytarové kvarteto a komorní orchestr (2011)
- Spam Symphony pro smíšený sbor a orchestr na text Nory Ružičkové (2014-2015)

### Komorní skladby
- Lament (Nénia) pro smyčcové kvarteto (1979)
- „13“ pro klarinet a smyčcové trio (1980)
- Hudba pre Róberta Dupkalu pro smyčcové kvarteto, syntetizér, zvony, cembalo, flétnu, klarinet, akorrdeon, 2 saxofony, elektrickou kytaru a baskytaru (1981)
- Hudba k rozlúčke pro housle, violoncello, fagot, flétnu a klavír (1982)
- Hymn to the Forgotten Ones for violin, cello and synthesizer (1984)
- Decrescendo for oboe, cello, bassoon and harpsichord (1986)
- Bricks Game for electronic game and chamber ensemble
- 7th Day Record for string quartet and tape (1994)
- Bratislava, Docks, 21 August 1997 for flute and tape (1995, rev. 2005)
- Agony for cello and piano (1995)
- Last words for chamber ensemble, advertisings and action movie cuts (1998)
- Senseless Shiver for violin, alto, clarinet, cello and piano (2004)
- Offertorium for baroque instruments (2000)
- Pleasure till Death for flute, clarinet, electric guitar, accordion, synthesizer, piano, viola (2000)
- Unendliche Melodie for many instruments (2001-2004)
- Chorale for Unresponsives for accordion and dictaphone(2001)
- Nový začiatok (Nová nádej) pro housle. flétnu, akordeon a klavír (1998)
- Accessories- Entertainment for cello and piano (2004)
- Hymn for Unresponsives for clarinet, violin, viola, cello and piano (2004)
- Posttraumatic Syndrome for string quartet (1991-2004)
- Bratislavian Sigh for violin, accordion, piano and doublebass (2004)
- Coda for string quartet (2005)
- From a Diary of a Deaf for cello and harp (2005)
- Sailing against Night for 3 instruments (2005)
- Morendo maestoso for trumpet, horn, trombone and string quintet (2006)
- Panadol for laptop and strings (2006)
- Rupturologia for cello solo (2007)
- The Fear for flute, clarinet, string quartet and piano (2008)
- Family Pictures for clarinet, cello and piano (2008- 2009)
- Last Breeze for four guitars and four fans (2010)
- The Dream for video and chamber ensemble (2010)
- Amnesia for flute, tenor sax, horn, trombone, tuba, synthesizer, drums and string quintet (2012)
- Lullaby for string quartet (1987- 2012)
- 3 unfinished pieces (2014)
- C durable (2011)
- Cold is helpful (2014)

### Klavírní skladby
- Valčík k operácii (1975)
- Valčík pre hypochondra (1977)
- Paper king falls asleep (1686)
- Chorale for piano (2005)
- Rails without Trains (1984)
- Lullabies for keyboard instrument (1984)
- In memoriam Stanislav Bartovic (2007)

### Elektronická hudba
- Hudba pre modrý dom pro klavír a magnetofonový pás (1979)
- Plač stromov pro hoboj a magnetofonový pás (1981)
- Oasis (1985)
- Cross and Circle for 2 trumpets and tape (1989)
- Talking about Paradise Lost for tape (1993)
- Overload for tape (1996)
- Mutrans for tape
- Infusion for electronic instruments and electric guitar (2014)

### Filmová hudba
- Paraskina záhrada (dokumentární, 2015)
- Návraty (2014)
- Slovensko 2.0 (2014)
- Zázrak (2013)
- Cesta Magdalény Robinsonovej (dokumentární, 2008)
- Krátky film pre Lidu (dokumentární, 2003)
- Prichádzam dlhou cestou (dokumentární, 1988)